# Семенюк Артем Олексійович
Артем Олексійович Семенюк (нар. 8 серпня 1983, місто Чернівці Чернівецької області) — український діяч, директор НВПП «Полімермаш». Народний депутат України 7-го скликання.

## Біографія
Освіта вища. Член Партії регіонів.
До 2012 року — директор НВПП «Полімермаш» Чернівецької області.
Народний депутат України 7-го скликання з .12.2012 до .11.2014, виборчий округ № 204, Чернівецька область. Член фракції Партії регіонів (грудень 2012 — квітень 2014), член Комітету з питань соціальної політики та праці (з .12.2012).
Неодружений, член родини голови Чернівецької облдержадміністрації та депутата Верховної ради України Михайла Папієва.

## Нагороди та відзнаки
- орден «За заслуги» III ступеня.